# Междуреченское сельское поселение (Омская область)
Междуреченское се́льское поселе́ние — муниципальное образование в Тарском районе Омской области Российской Федерации.
Административный центр — посёлок Междуречье.

## История
Статус и границы сельского поселения установлены Законом Омской области от 30 июля 2004 года № 548-ОЗ «О границах и статусе муниципальных образований Омской области»

## Население
| 2010  | 2011  | 2012  | 2013  | 2014  | 2015  | 2016  |
| ----- | ----- | ----- | ----- | ----- | ----- | ----- |
| 1666  | ↘1661 | ↘1638 | ↘1590 | ↘1570 | ↗1607 | ↘1576 |
| 2017  | 2018  | 2019  | 2020  | 2021  | 2023  |       |
| ↘1544 | ↘1525 | ↘1483 | ↘1448 | ↘1333 | ↘1288 |       |

## Состав сельского поселения
| № | Населённый пункт | Тип населённого пункта          | Население |
| - | ---------------- | ------------------------------- | --------- |
| 1 | Атак             | посёлок                         | ↗378      |
| 2 | Междуречье       | посёлок, административный центр | ↘1288     |